# Lost (5. évad)
A Lost ötödik évadát augusztus 16-án kezdték forgatni; az első adás 2009. január 21-én került adásba a tengerentúlon, az ABC amerikai és a CTV kanadai csatornákon.

## Részek
|  | Alább a cselekmény részletei következnek! |

Az ötödik évad 2009. január 21-én kezdődött, amit 17 részesre terveztek. A negyedik évad rejtélyekkel teli befejezése után a lezuhant Oceanic 815-ös járatának túlélői most minden eddiginél nehezebb körülmények közt küzdenek életükért és egymásért. Ezúttal nem csak a dzsungel fenyegetéseivel, de az idősíkok közti ugrások okozta, sokszor nagy veszélyt hozó, kiszámíthatatlan változásokkal is szembe kell nézniük a szigeten maradtaknak.
Az Oceanic Six, a hazajutott hat túlélő most a katasztrófa helyszínére visszavezető utat keresi, hiszen Ben elmondása szerint mindenkinek, kivétel nélkül vissza kell térnie az időközben eltűnt szigetre, hogy megmentsék a hátrahagyott társakat, és persze magát az időben elveszett Szigetet is. De hogyan, ha Locke halott, és többen hallani sem akarnak a visszaút ötletéről?...
| Kép | Cím                                                                   | Első vetítés ABC  | Hazai premier AXN | Hazai premier országos tévéadón RTL Klub | Főszereplők | Nézők száma (USA) | #       |
| --- | --------------------------------------------------------------------- | ----------------- | ----------------- | ---------------------------------------- | ----------- | ----------------- | ------- |
| | Mert elmentetek (Because You Left)                                    | 2009. január 21.  | 2009. április 6.  | 2009. július 5.                          | Többen      | 11.656            | 501     |
| A túlélők a sziget elmozdításának következményeit kezdik tapasztalni, míg Jack és Ben igyekeznek újra összehozni az Oceanic 6 tagjait, hogy visszatérhessenek a szigetre Locke holttestével együtt. |                                                                       |                   |                   |                                          |             |                   |         |
| | A hazugság (The Lie)                                                  | 2009. január 21.  | 2009. április 13. | 2009. július 5.                          | Hurley      | 11.08             | 502     |
| Hurley és Sayid a zsaruk elől menekülnek, miután bajba keveredtek a búvóhelyükön. Hurley kezdi úgy érezni, az Oceanic 6 hazugsága az oka minden rossznak, ami a sziget elhagyása óta történik. A szigeten lévő túlélőkre ismeretlen ellenfelek támadnak. |                                                                       |                   |                   |                                          |             |                   |         |
| | Jughead (Jughead)                                                     | 2009. január 28.  | 2009. április 20. | 2009. július 5.                          | Desmond     | 11.07             | 503     |
| Desmond megpróbál felkeresni egy nőt, aki segíthet Faradaynak abban, hogy megállítsa a sziget kiszámíthatatlan időbeli utazásait. Fény derül rá, kik támadtak a túlélőkre és miért. |                                                                       |                   |                   |                                          |             |                   |         |
| | A kisherceg (The Little Prince)                                       | 2009. február 4.  | 2009. április 27. | 2009.                                    | Kate        | 12.855            | 504     |
| Kate megtudja, hogy valaki rájött a titkára Aaronnal kapcsolatban. A kiszámíthatatlan ugrások az időben nagy veszélybe sodorja a szigeten a túlélőket. |                                                                       |                   |                   |                                          |             |                   |         |
| | Ez a hely a halál (This Place is Death)                               | 2009. február 11. | 2009. május 4.    | 2009.                                    | Jin         | 11.862            | 505     |
| Locke-ra marad az a feladat, hogy megállítsa a sziget egyre erőteljesebb ugrásait az időben; Ben egyre több akadályba ütközik, amikor vissza próbálja juttatni az Oceanic 6 tagjait szigetre. |                                                                       |                   |                   |                                          |             |                   |         |
| | 316 (316)                                                             | 2009. február 18. | 2009. május 11.   | 2009.                                    | Jack        | 13.161            | 506     |
| Az Oceanic 6 tagjai megtudják, hogyan juthatnak vissza a szigetre, de nem mindenki szeretne. |                                                                       |                   |                   |                                          |             |                   |         |
| | Jeremy Bentham élete és halála (The Life and Death of Jeremy Bentham) | 2009. február 25. | 2009. május 18.   | 2009.                                    | Locke       | 12.078            | 507     |
| Locke szigeten kívüli végzetes küldetése Jeremy Bentham-ként végre lelepleződik. |                                                                       |                   |                   |                                          |             |                   |         |
| | LaFleur (LaFleur)                                                     | 2009. március 4.  | 2009. május 25.   | 2009.                                    | Sawyer      | 12.396            | 508     |
| Sawyer kitalál egy hazugságot néhány más túlélővel azért, hogy megvédjék magukat a múltban elkövetett hibáiktól. |                                                                       |                   |                   |                                          |             |                   |         |
| | Namaste (Namaste)                                                     | 2009. március 18. | 2009. június 1.   | 2009.                                    | Sun         | 11.433            | 509     |
| Miután néhány régi barát váratlanul felbukkan, Sawyer rákényszerül arra, hogy védelmükben fenntartsa a hazugságot. |                                                                       |                   |                   |                                          |             |                   |         |
| | Olyan, mint te (He’s Our You)                                         | 2009. március 25. | 2009. június 8.   | 2009.                                    | Sayid       | 10.990            | 510     |
| A dolgok kezdenek megoldódni, mikor a túlélők egyike szélhámossá válik, és saját kezébe veszi az irányítást, kockáztatva ezzel minden szigetlakó életét. |                                                                       |                   |                   |                                          |             |                   |         |
| | Ami történt, megtörtént (Whatever Happened, Happened)                 | 2009. április 1.  | 2009. június 15.  | 2009.                                    | Kate        | 11.361            | 511     |
| Kate extrém lépéseket tesz Ben életének megmentése érdekében, mikor Jack megtagadja a segítségnyújtást. Időközben elkezdi felfedni az igazságot, hogy megvédje Aaront. |                                                                       |                   |                   |                                          |             |                   |         |
| | A halott az halott (Dead is Dead)                                     | 2009. április 8.  | 2009. június 22.  | 2009.                                    | Ben         | 10.395            | 512     |
| Ben elmondja Locke-nak, hogy elő akarja hívni a Füstöt, hogy az megítélje őt a múltban elkövetett bűneiért. Locke segít Bennek szándéka végrehajtásában. Útjuk közben nem várt akadályokba ütköznek. |                                                                       |                   |                   |                                          |             |                   |         |
| | Hasonló, mint a Hoth bolygó (Some Like It Hoth)                       | 2009. április 15. | 2009. június 29.  | 2009.                                    | Miles       | 9.234             | 513     |
| Egyre gyanúsabb helyzetbe kerülnek a túlélők, miután Bent elviszik a betegszobából. Eközben, Miles rákényszerül arra, hogy együtt dolgozzon Hurleyvel, amikor megkérik, hogy vigyen egy fontos csomagot egy magasabb rangú Dharmáshoz |                                                                       |                   |                   |                                          |             |                   |         |
| | A változó (The Variable)                                              | 2009. április 29. | 2009. július 6.   | 2009.                                    | Daniel      | 9.037             | 514     |
| A sorozat 100. részével eljön a leszámolás ideje, amikor Daniel Faraday elárul mindent, amit a szigetről tud. |                                                                       |                   |                   |                                          |             |                   |         |
| | Kövesd a vezetőt (Follow the Leader)                                  | 2009. május 6.    | 2009. július 13.  | 2009.                                    | Richard     | 8.703             | 515     |
| Jack és Kate nem bírnak megegyezni arról, hogyan mentsék meg a többi túlélő életét; Locke folytatja útját a Többiek vezetőjeként; Sawyer és Juliet megfigyelés alá kerülnek a Dharmánál. Jack, Richard, Sayid és Eloise lementek a hidrogénbombához, hogy majd kivegyék a magját és azzal a Hattyú(The Swan) állomásnak munkálatait még az energia kiszabadulása előtt felrobbantsák. |                                                                       |                   |                   |                                          |             |                   |         |
| | Az incidens I-II. (The Incident I-II.)                                | 2009. május 13.   | 2009. július 19.  | 2009.                                    | Jacob       | 9.27              | 516 517 |
| Jack terve arra, hogy rendbe hozza a dolgokat a szigeten ellene állítja azokat, akik közel állnak hozzá; Locke egy nehéz feladattal bízza meg Bent. |                                                                       |                   |                   |                                          |             |                   |         |

|  | Itt a vége a cselekmény részletezésének! |